# Animal Charity Evaluators
A Animal Charity Evaluators (ACE), em português "Avaliadores de Caridades Animais", anteriormente conhecida como Effective Animal Activism (EAA), é uma avaliadora de organizações de caridade com sede nos EUA e uma organização sem fins lucrativos focada em altruísmo eficaz fundada em 2012. A ACE avalia instituições beneficentes de animais e compara a eficácia das suas diferentes campanhas e estratégias. A organização faz recomendações de caridade aos doadores uma vez por ano. O seu objetivo declarado é encontrar e promover as formas mais eficazes de ajudar os animais.

## História
A Animal Charity Evaluators foi formada em 2012 como Effective Animal Activism, uma divisão da 80.000 horas, pelo Centre for Effective Altruism do Reino Unido. Foi renomeada como Animal Charity Evaluators em 2013. O filósofo australiano Peter Singer faz parte do conselho consultivo da organização.

## Recomendações
A ACE publica as suas instituições de caridade recomendadas uma vez por ano em novembro, antes do Giving Tuesday. Em 2021, as "principais instituições de caridade" da ACE recomendadas para impacto e eficácia foram a The Humane League (pelo décimo ano consecutivo), Wild Animal Initiative (pelo segundo ano) e Faunalytics (nova em 2021). Os avaliadores também recomendam uma lista mais longa de "caridades de destaque" a cada ano.

## Recepção
Marc Gunther avaliou a ACE num artigo de 2015 para o Nonprofit Chronicles, afirmando: "[O] trabalho da Animal Charity Evaluators (ACE) é relevante para organizações sem fins lucrativos de todos os tipos. Como o próprio nome sugere e, com um orçamento muito modesto, a ACE avalia instituições beneficentes de animais. O seu trabalho pode inspirar aqueles que desejam avaliar instituições de caridade noutros setores – educação, meio ambiente, artes, o que for." Ele observou ainda: "A questão é que os avaliadores da Animal Charity estão a fazer as perguntas certas - do tipo que todas as organizações sem fins lucrativos se deveriam fazer".
Peter Singer menciona o trabalho da ACE no seu livro de 2015 The Most Good You Can Do e num artigo online para a Salon. Ele descreve as suas recomendações como uma forma de "arbitragem altruísta", colhendo os frutos mais baixos do ativismo animal, que ele descreve como valendo a pena apoiar.

Em 2017, Harrison Nathan e o grupo de direitos dos animais SHARK criticaram a ACE, sugerindo que eles eram tendenciosos a favor de instituições de caridade associadas a um fundador de caridade, Nick Cooney. Nathan e a ACE trocaram cartas abertas e respostas.